# Vasanello
Vasanello, med namnet Bassanello fram till 1949, är en ort och kommun i provinsen Viterbo i regionen Lazio i Italien. Kommunen hade 4 008 invånare (2018).